# Odoardo Focherini
Odoardo Focherini (Carpi, 6 giugno 1907 – Hersbruck, 27 dicembre 1944) è stato un dirigente d'azienda e intellettuale cattolico italiano, medaglia d'oro al merito civile della Repubblica Italiana e iscritto all'Albo dei Giusti tra le Nazioni a Yad Vashem per la sua opera a favore degli ebrei durante la Shoah, per la quale - assieme al suo impegno  per il quotidiano cattolico L'Avvenire d'Italia  - fu arrestato e morì nel campo di concentramento di Hersbruck in Germania.
Il 10 maggio 2012 papa Benedetto XVI ha firmato il decreto che ne riconosce il martirio in odium fidei. Tale riconoscimento ha aperto la strada alla beatificazione di Focherini, celebrata a Carpi il 15 giugno 2013.

## Biografia

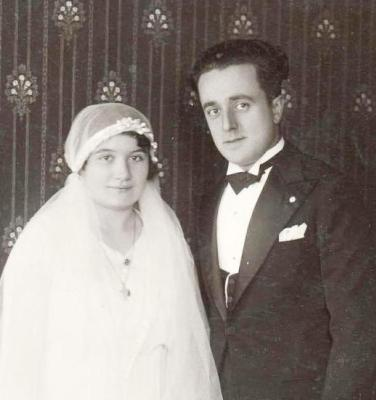
Maria Marchesi e Odoardo Focherini nel giorno del loro matrimonio

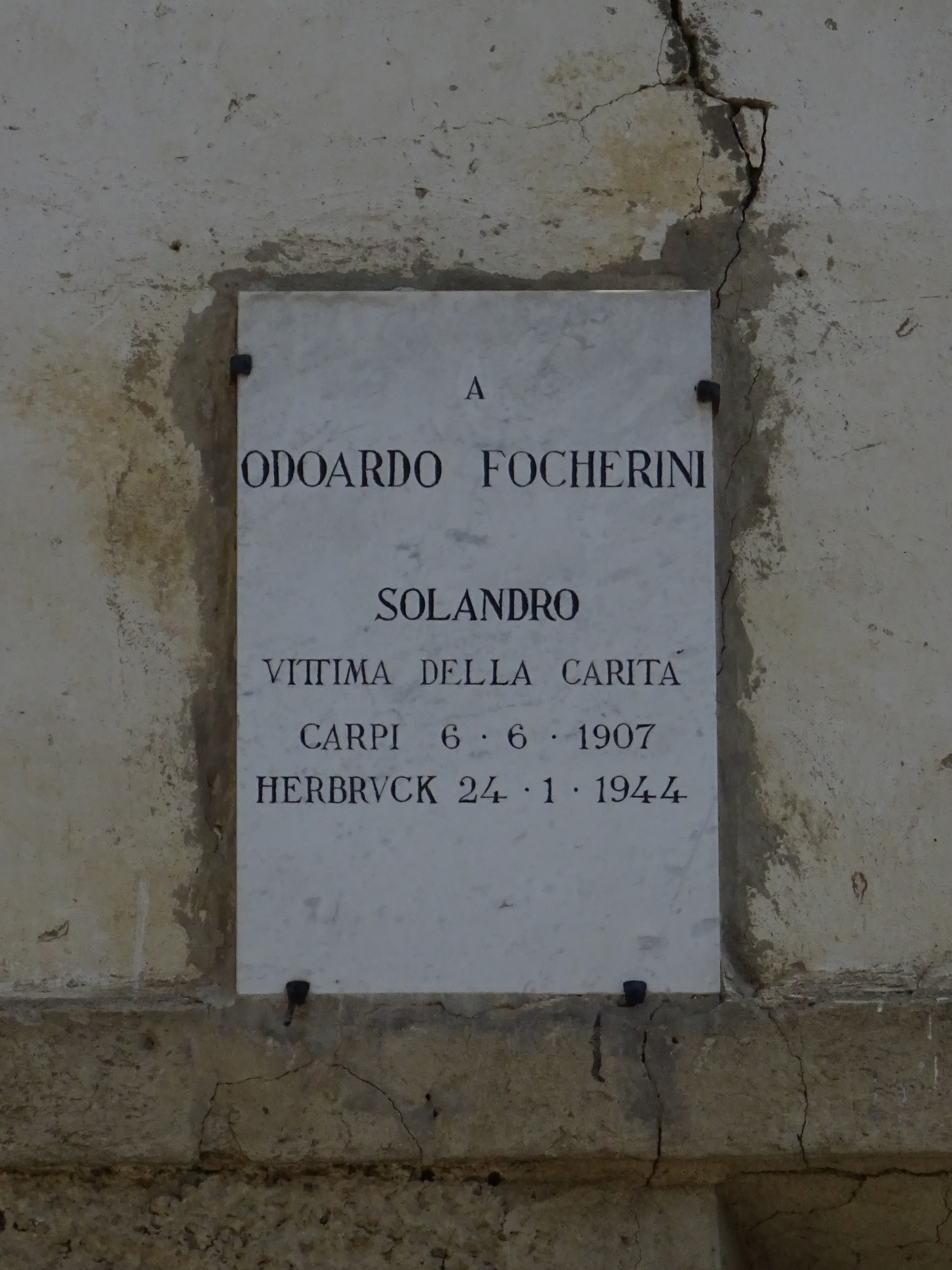
Targa a Celentino

Odoardo Focherini nacque a Carpi in provincia di Modena da genitori di origine trentina. Il padre Tobia aprì nella città emiliana un negozio di ferramenta e il giovane Odoardo frequentò le scuole elementari e tecniche.
Di fondamentale importanza per la formazione di Odoardo Focherini fu il suo rapporto con due figure di spicco del mondo cattolico della bassa pianura modenese: don Armando Benatti, fondatore dell'Opera Realina, e don Zeno Saltini, fondatore dell'Opera Piccoli Apostoli in seguito divenuta Nomadelfia.
Nel 1924, sotto la guida di Zeno Saltini (non ancora sacerdote), si fece promotore de L'Aspirante, un giornalino per ragazzi che diverrà strumento di collegamento regionale e poi nazionale per i ragazzi dell'Azione Cattolica in Italia e sul quale pubblicò i suoi primi articoli. Nel 1926 fondò lo scautismo a Carpi e ne divenne responsabile a livello diocesano.
Il 9 luglio 1930 sposò Maria Marchesi (1909-1989), dalla quale ebbe sette figli tra il 1931 e il 1943. Nel 1934 venne assunto dalla Cattolica Assicurazioni di Verona come agente presso l'agenzia di Modena. In seguito fu ispettore della compagnia assicurativa e svolse il suo incarico tra Modena, Bologna, Verona e Pordenone.

### Impegno ecclesiale

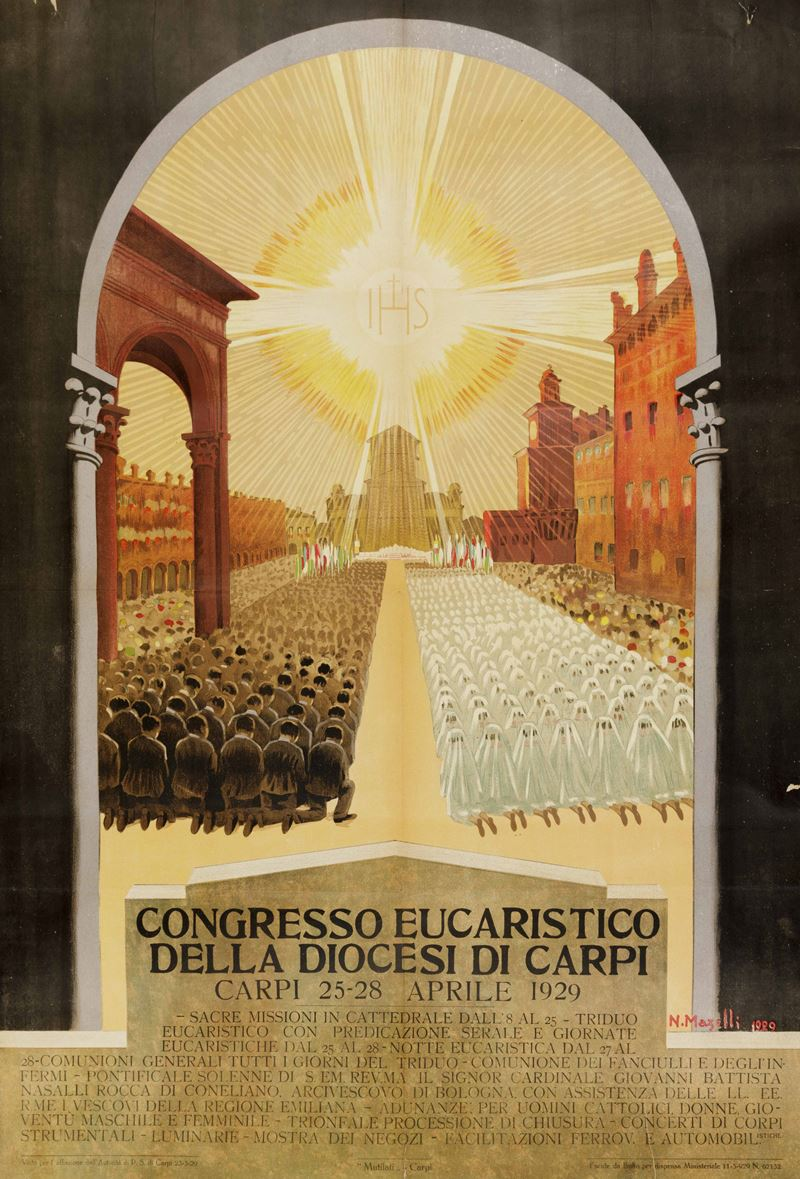
Il primo congresso eucaristico della diocesi di Carpi di cui Focherini fu segretario

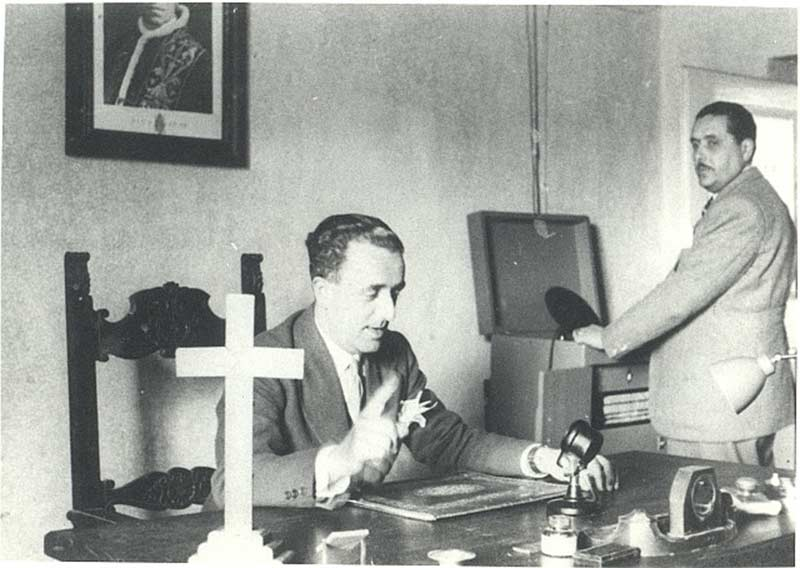
Odoardo Focherini parla alla radio

Nel frattempo Focherini proseguì la sua opera all'interno dell'Azione Cattolica. Nel 1928 entrò nella giunta diocesana dell'Azione Cattolica di Carpi come presidente della Federazione Giovanile Maschile. Nel 1929, fu segretario del primo congresso eucaristico diocesano di Carpi e iniziò la collaborazione con L'Avvenire d'Italia proprio come cronista di questo evento. Il legame con il quotidiano cattolico durò fino alla morte: nel 1939 assunse l'incarico di consigliere mandatario (una sorta di amministratore delegato).
Nel 1934 venne eletto presidente della sezione uomini e due anni dopo, nel 1936, divenne presidente dell'Azione Cattolica diocesana. L'anno seguente papa Pio XI lo nominò cavaliere di san Silvestro.
Tra il 1930 e il 1942 Focherini partecipò a importanti avvenimenti nella sua diocesi, tra cui i congressi eucaristici, che segnarono profondamente la vita religiosa e sociale della zona.

### Impegno a favore dei perseguitati
(Odoardo Focherini, conversazione con il cognato Bruno Marchesi nel carcere di San Giovanni in Monte a Bologna)

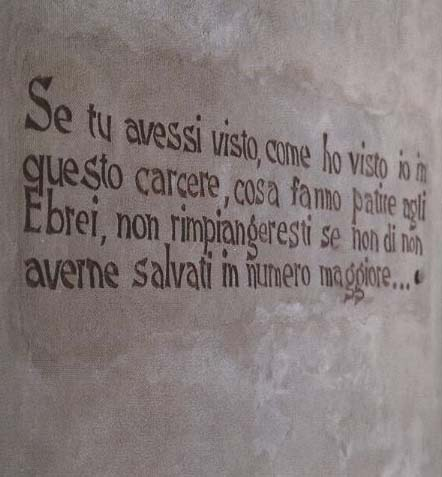
Frase di Focherini al Museo Monumento al Deportato politico e razziale.

Già dal 1938, secondo testimonianze di membri della comunità ebraica modenese, Focherini si attivò per agevolare la fuga di perseguitati verso la Spagna e l'America Latina. Nel 1942 l'arcivescovo di Genova, cardinale Pietro Boetto, che già operava a stretto contatto con la Delegazione per l'Assistenza degli Emigranti Ebrei (DELASEM), agenzia ebraica di assistenza ai rifugiati, portò all'attenzione del direttore dell'Avvenire d'Italia di allora, Raimondo Manzini, il caso di alcuni ebrei polacchi, giunti a Genova con un treno di feriti. Manzini, come faceva spesso nelle vicende più delicate, a sua volta affidò l'incarico a Focherini.
Dopo l'8 settembre 1943 e la conseguente occupazione tedesca della penisola, l'impegno di Focherini a favore degli ebrei si fece più intenso e rischioso. Iniziò a prendere contatti con persone di fiducia per ottenere carte d'identità in bianco al fine di aiutare i perseguitati ad entrare in Svizzera. Con la collaborazione dell'amico don Dante Sala (parroco di San Martino Spino, frazione del comune di Mirandola), Focherini mise in piedi un'efficace organizzazione clandestina, capace di condurre in salvo oltre cento ebrei (tra uomini, donne, anziani e bambini) che a lui si affidarono. Odoardo e don Sala erano sempre in perfetto accordo quando si dovevano salvare gli ebrei e facevano di tutto per condurre a buon fine questa missione. Per tali azioni Odoardo Focherini è considerato un eroe da tutti i carpigiani.

### L'arresto e l'internamento

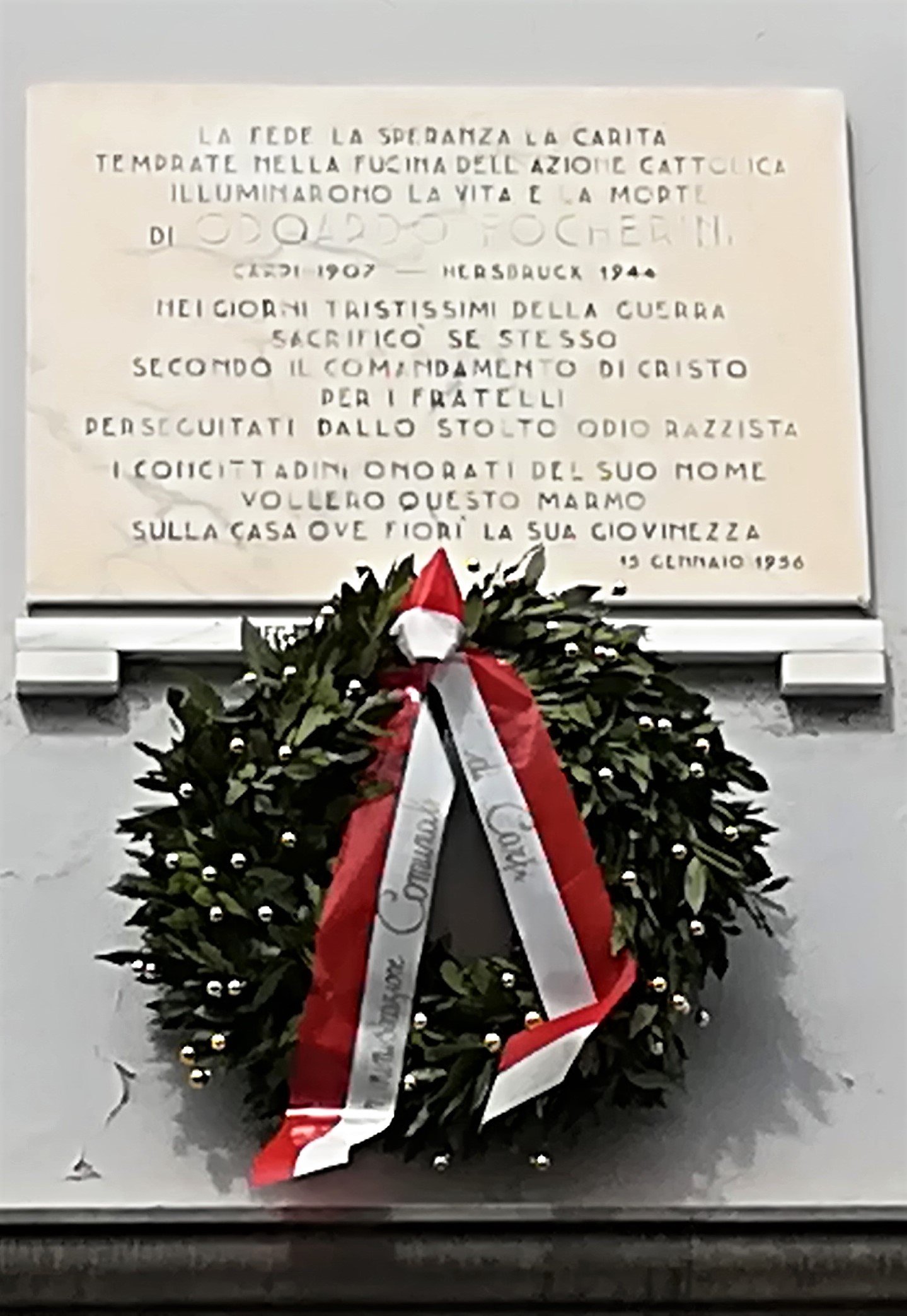
Lapide posta sulla casa abitata da Focherini

L'11 marzo 1944 Focherini organizzò la fuga dal campo di concentramento di Fossoli (lager di transito a pochi chilometri da Carpi) del medico ebreo Enrico Donati con la scusa di un'operazione chirurgica urgente. Giunto presso l'ospedale di Carpi Focherini fu arrestato dai fascisti della cittadina. Fu inizialmente detenuto nel carcere di San Giovanni in Monte a Bologna dal 13 marzo fino al 5 luglio. Venne quindi trasferito al campo di concentramento di Fossoli, frazione di Carpi. Il 5 agosto fu trasferito al campo di transito di Bolzano a Gries, quindi venne deportato in Germania dove arrivò il 7 settembre nel campo di concentramento di Flossenbürg con il cosiddetto Trasporto 81 e poi nel sottocampo di Hersbruck (non lontano da Norimberga). Focherini morì a Hersbruck il 27 dicembre 1944 a causa di una setticemia conseguente a una ferita alla gamba non curata. In questi momenti ebbe il conforto dell'amico Teresio Olivelli, il quale morirà anche lui il mese successivo per le percosse ricevute da una guardia.
Dei terribili mesi di prigionia fra il carcere e i lager rimane come testimonianza il corpus delle 166 lettere (pubblicato per la prima volta nel 1994) che Focherini, clandestinamente e non, riuscì a far pervenire alla moglie Maria, ai genitori e agli amici. Nel suo testamento Odoardo scrisse di morire "offrendo la mia vita in olocausto per la mia Diocesi e per l'Azione Cattolica".

## Onorificenze e riconoscimenti
I primi riconoscimenti vengono nel dopoguerra dall'Unione delle Comunità Israelitiche italiane, che nel 1955 gli assegnò la Medaglia d'oro alla memoria per aver salvato tante vite innocenti, "prodigandosi attivamente ed instancabilmente per un lungo periodo a favore degli Ebrei, particolarmente per salvare quelli ricercati".
Nel 1969 il suo nome è stato iscritto, insieme a quello dell'amico don Dante Sala, nell'Albo dei Giusti tra le Nazioni a Yad Vashem e una targa lungo il Viale dei Giusti ne testimonia il sacrificio a favore degli ebrei perseguitati.
Il 25 aprile 2007, in una solenne cerimonia all'Altare della Patria di Roma, il Presidente della Repubblica Giorgio Napolitano ha consegnato la Medaglia d'oro al Merito civile alla memoria di Odoardo Focherini.

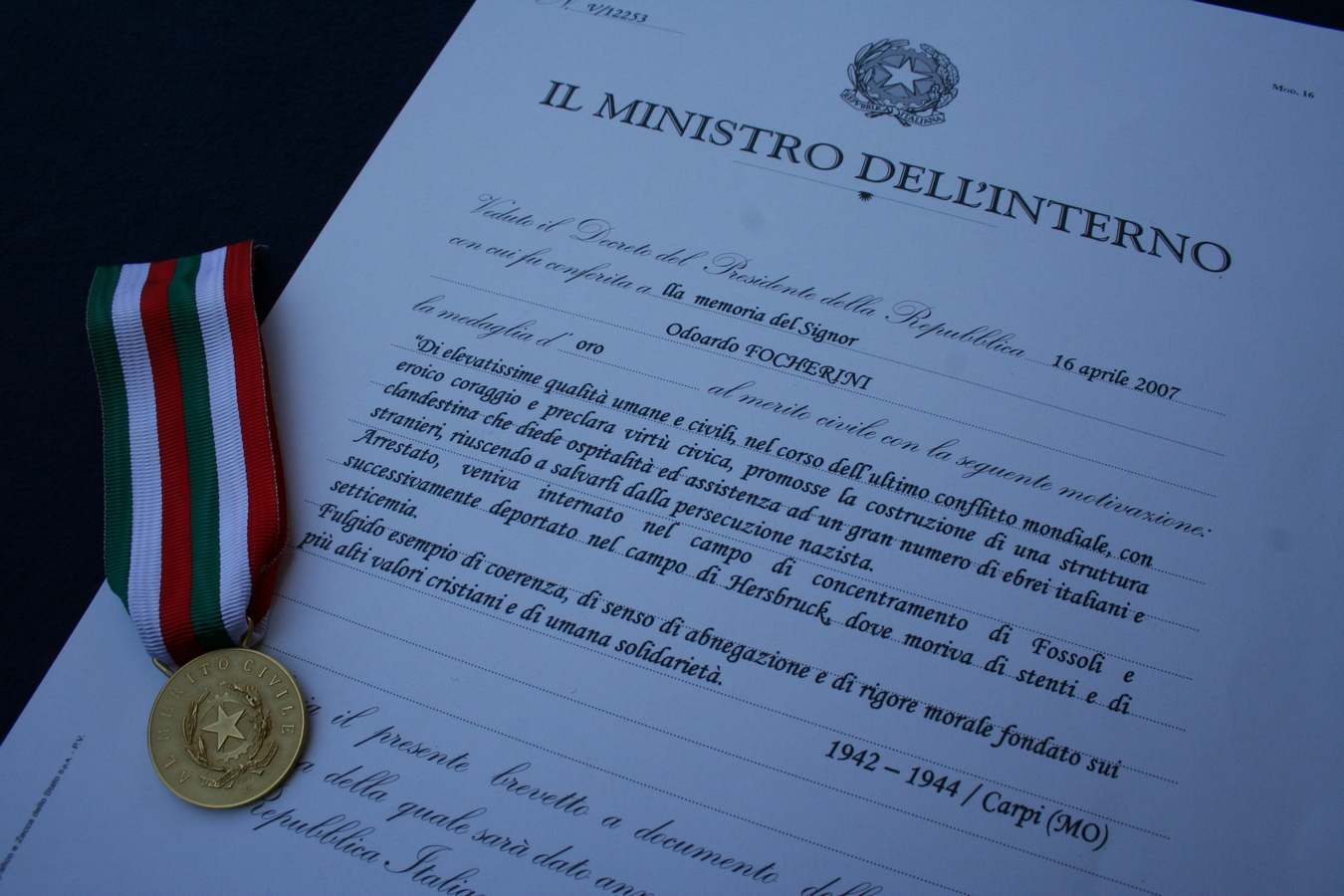
La medaglia d'oro al merito civile assegnata a Odoardo Focherini

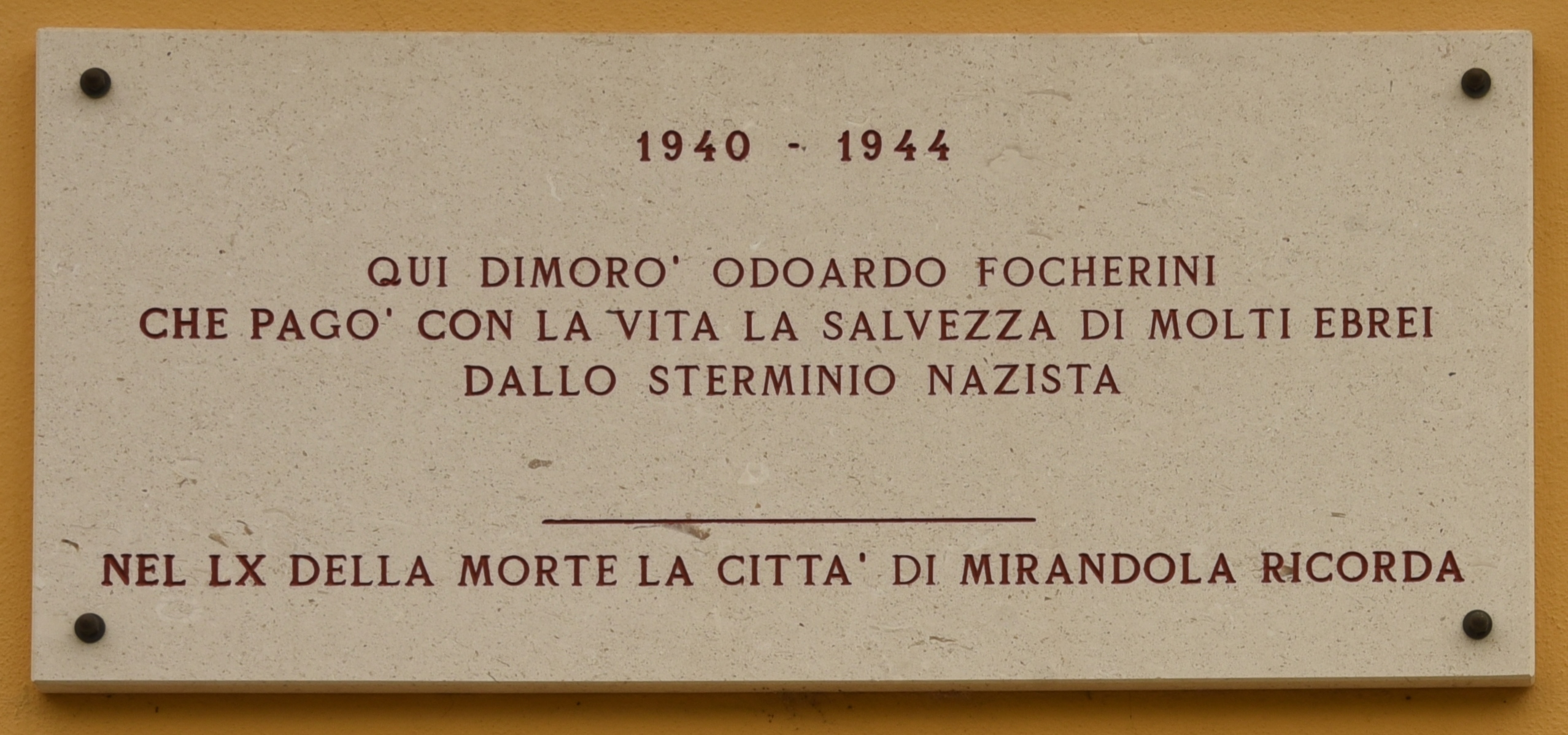
Lapide nella città di Mirandola

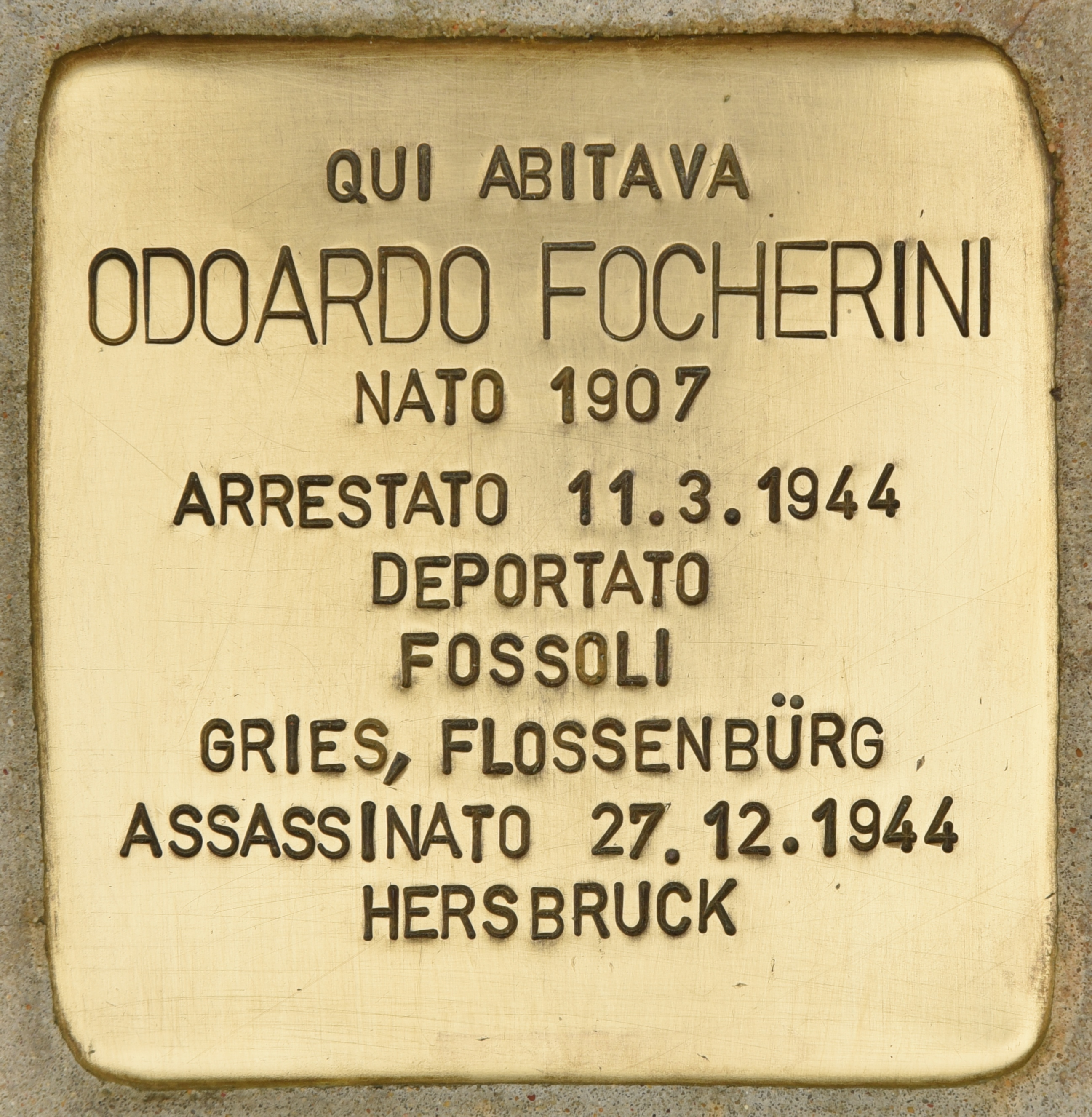
Pietra d'inciampo in piazza della Costituente a Mirandola

Nel 2012 la Soprintendenza Regionale dell'Emilia-Romagna ha riconosciuto il valore storico dell'Archivio della Memoria di Odoardo Focherini, un fondo nato (e accresciuto nel tempo) grazie alla famiglia Focherini (in particolare la primogenita Olga), che raccoglie le lettere paterne e materne, la rassegna stampa su Focherini, i carteggi con ebrei salvati ed gli ex deportati, istituzioni ed enti pubblici e privati che si occupano di memoria, fonti bibliografiche, audioregistrazioni, video, foto, libri (circa 400 volumi sull'argomento).
Sono intitolate a lui quattro strade nei comuni modenesi di Carpi, Mirandola, San Possidonio e Formigine, una scuola primaria a Rumo (Val di Non, TN) e una scuola secondaria di primo grado a Carpi. Nel 2018 vengono intitolate a Odoardo Focherini e alla moglie Maria Marchesi due nuove strutture: la Casa di Residenza per Anziani ad Appalto di Soliera (MO), gestita dalla Cooperativa Gulliver, e la Cittadella della Carità di Carpi, concepita per ospitare la Caritas diocesana e il Consultorio diocesano, oltre ad alcuni spazi dedicati ai padri separati in condizioni di difficoltà economica.
Il 16 gennaio 2019 è stata inaugurata una pietra d'inciampo in suo onore a Mirandola, davanti alla sua casa al civico 58 di piazza della Costituente.

## Culto
Nel 1996 la diocesi di Carpi ha avviato la causa di beatificazione, passata a Roma nel 1998.
Il 10 maggio 2012 papa Benedetto XVI ha firmato il decreto di martirio e il 15 giugno 2013 si è svolta a Carpi la cerimonia di beatificazione presieduta dal cardinale Angelo Amato, prefetto della Congregazione per le Cause dei Santi. Odoardo Focherini è il primo giornalista italiano a salire agli Altari.
Oltre che nella diocesi carpigiana, Odoardo è venerato in Trentino. La famiglia Focherini era infatti originaria di Celentino di Peio, in Val di Sole, mentre quella della moglie di Odoardo, Maria Marchesi, proveniva dalla Val di Non, in località Rumo. Focherini fu sempre animato da un profondo amore per questi monti.
Nella chiesetta in cima al Monte Vioz, nel gruppo Ortles-Cevedale, si commemora Odoardo con una lapide sulla parete esterna ed un'immagine del beato all'interno della cappella. Una reliquia ex indumentis del beato è stata donata ad ogni parrocchia della diocesi di Carpi e alla parrocchia di Celentino.  Anche l'Unità pastorale val di Pejo è intitolata al beato dal 2018.
A Carpi è stata intitolata a lui e alla moglie una cappella adiacente alla nuova sede della Caritas diocesana.
La sua memoria è ricordata annualmente il 6 giugno, data della sua nascita, nel calendario proprio delle diocesi di Carpi e di Trento.

## Filmografia
- (regia di) Nelson Bova, Stefano Cattini e Riccardo Giullari, Il vento bussa alla mia porta: Odoardo Focherini, alla ricerca di un giusto, Italia, 2007.
- (regia di) Valentina Arena, Al riparo degli alberi, Italia 2015.